# Enzo Ferrari
 For alternative betydninger, se Enzo Ferrari (flertydig). (Se også artikler, som begynder med Enzo Ferrari)
Enzo Anselmo Giuseppe Maria Ferrari (født 18. februar 1898 i Modena, Emilia-Romagna, død 14. august 1988 i Maranello, Emilia-Romagna) var grundlægger af Formel 1-teamet Scuderia Ferrari og bilmærket Ferrari.